# Вакуумна флотація
Вакуумна флотація - спосіб флотації, який полягає у тому, що пульпа, попередньо оброблена реаґентами і насичена повітрям, надходить у вакуумну камеру, у якій внаслідок зниження тиску над пульпою на поверхні гідрофобних частинок виділяються бульбашки розчиненого повітря, що приводить до їхньої флотації. Гідрофільні частинки осаджуються на дно камери і розвантажуються у збірник відходів. Вакуумна флотація є перспективною для збагачення коксівного вугілля і тонких шламів інших корисних копалин.